# Dunbar (město)
Dunbar je město na pobřeží Severního moře ve správní oblasti East Lothian na jihovýchodě Skotska. Rozkládá se asi 50 km východně od Edinburghu a 50 km od Anglicko-skotské hranice severně od anglického města Berwick-upon-Tweed.
Toto bývalé královské město, jež dalo jméno i církevní a civilní farnosti, je rodištěm badatele, přírodovědce, spisovatele a vlivného ochránce divoké přírody v USA Johna Muira (1838–1914). Jeho rodný dům stojí dodnes na zdejší hlavní třídě a je přeměněn na muzeum. Muirovu památku připomíná i jeho socha před starou radnicí a Přírodní park Johna Muira na severozápadě města.
Město má svůj vlastní přístav založený zřejmě již v 16. století – první zmínka o něm pochází z listiny z roku 1555, kde se o něm hovoří jako o Lamerhavenu– a železniční stanici na trati East Coast Main Line spojující Londýn s Edinburghem. Stanice byla uvedena do provozu v roce 1846.

## Historie

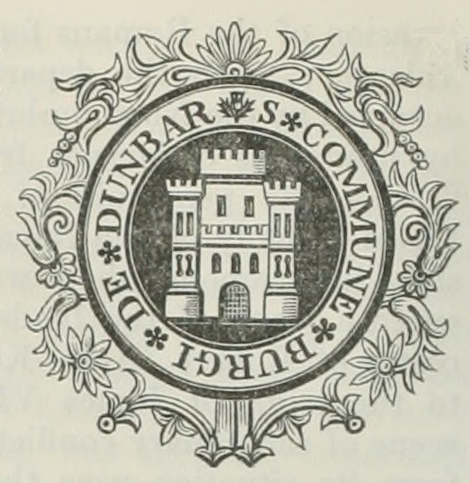
Pečeť města z roku 1851

V roce 2003 objevili archeologové při záchranném průzkumu pozůstatky, jež svědčí o tom, že zdejší oblast obýval člověk již v období pozdní doby bronzové až mladší doby železné. Severně od dnešní Hlavní třídy (High Street) kopíruje zdejší Hradní park (Castle Park) téměř přesně skrytý obvod opevnění z doby železné. Tehdejší obyvatelé oblasti byli Římanům známí jako Votadiniové.
V 6. století byl Dunbar součástí Northumbrijského království, přičemž první písemná zmínka o městě pochází z doby kolem roku 680.
Útoky dánských a norských vikingů na jih Northumbrie v 9. století království oslabily, takže se neubránilo skotským útokům ze severu. V tomtéž století vypálilo Dunbar vojsko prvního skotského krále Kennetha I. (810–858). Skotové svoji vládu nad získanou oblastí v následujícím století ještě upevnili, takže když Northumbrie postoupila v roce 1018 skotskému králi Malcolmovi II. po bitvě u Carhamu oblast Lothian, stal se Dunbar oficiálně součástí Skotska.
Ve středověku se Dunbar stal nejprve baronským a roku 1370 i královským městem, které chránil zdejší mohutný hrad. Město a jeho blízké okolí byly svědkem řady bitev. Nejvýznamnější z nich byly Bitva u Dunbaru (1296) a Bitva u Dunbaru (1650), v nichž pokaždé Angličané porazili Skoty.
Během 17. a 18. století město i přes bouřlivé časy vzkvétalo jako rybářský přístav a zemědělské středisko. V roce 1855 zde byla zřízena stálá vojenská posádka.
V sobotu 3. ledna 1987 zničil velký požár většinu zdejšího historického farního kostela tak, že zůstaly jen obvodové zdi. Kostel byl po požáru obnoven s moderním interiérem.

## Dunbarský hrad

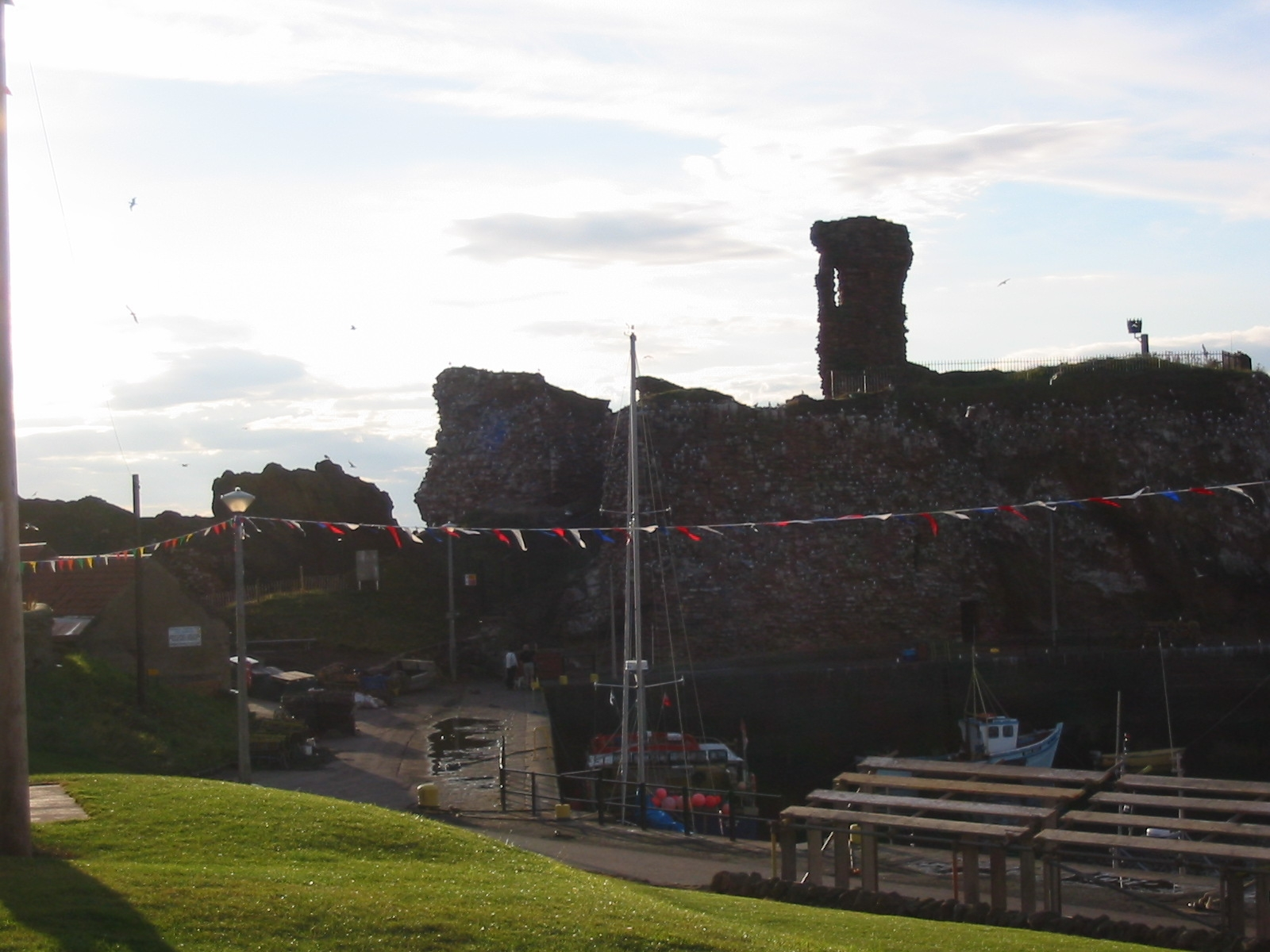
Dunbarský hrad nad přístavem

Dunbarský hrad patřil k nejbytelnějším pevnostem ve Skotsku. Byl vybudován na vyvýšeném místě nad dunbarským přístavem. První kamenný hrad zde zřejmě nechal postavit northumbrijský earl neboli hrabě Gospatrik, poté co byl vypuzen z Anglického království a co mu skotský král Malcolm III. udělil zdejší panství.
Skotové a Angličané sváděli o hrad a město časté boje. Pevný hrad však odolal mnoha nájezdům i obléháním. V prosinci roku 1567 vydal Skotský parlament nařízení, že Dunbarský hrad a blízká pevnost na ostrově Inchkeith v zálivu Firth of Forth mají být „strženy k zemi a zničeny takovým způsobem, aby v nadcházejících časech nemohly jejich základy poskytnout žádnou příležitost k tomu, aby se na nich mohlo stavět“. V září 1568 posloužily vybrané kameny k vydláždění nábřeží v edinburském přístavu Leith. Z Dunbarského hradu je dnes zřícenina.

## Osobnosti spjaté s Dunbarem
- Svatý Wilfrid (asi 633–709 či 710), anglický biskup a světec, byl určitý čas vězněn v Dunbaru.[15]
- Svatý Cuthbert (asi 634–687), světec a evangelista iroskotské církve, biskup kláštera na ostrově Lindisfarne[16] v časech, kdy Northumbrie stála v čele šíření křesťanství v Británii.[17] Podle některých autorů se narodil a zpočátku vyrůstal v Dunbaru.[18]
- Johana Beaufortová, manželka skotského krále Jakuba I., skotská královna v letech 1424 až 1437. Během dětství svého syna Jakuba II. byla regentkou Skotska (v letech 1437–1439). Poté co byla donucena vzdát se regentství, se uchýlila na Dunbarský hrad, kde byla následně obležena svými protivníky a kde také roku 1455 zemřela.[19]
- Alexander Stewart, vévoda z Albany, druhý syn krále Jakuba II. a Marie z Guelders, byl vévodou z Albany, hrabětem z Marche, pánem v Annandale v Dumfries and Galloway a na ostrově Man a lordem strážcem skotského pohraničí. Tento mocný muž vlastnil Dunbarský hrad, kde také žil.
- John Stewart, vévoda z Albany, jediný syn vévody Alexandra Stewarta, byl de facto vládcem Skotska. Stal se skotským regentem, v čemž jeho otec neuspěl, hrabětem z Auvergne a Lauraguais ve Francii a po otci zdědil i titul lorda strážce skotského pohraničí, což mu umožnilo využívat jako své sídlo Dunbarský hrad.
- John Muir, významný ochránce přírody, geolog, myslitel a spisovatel, jeden ze zakladatelů amerického systému národních parků a tamějšího Sierra Clubu, se narodil v Dunbaru.
- James Hepburn, 4. earl (hrabě) z Bothwellu, nechvalně známý třetí a poslední manžel skotské královny Marie Stuartovny byl majitelem Dunbarského hradu.

Dunbarský hrad s přístavem